# مام ارمنستان
مام ارمنستان (به ارمنی: Մայր Հայաստան، تلفظ: مایْر هایاستان) تجسم شخص‌گونه از مفهوم ارمنستان است.
قابل مشاهده‌ترین اقتباس از این تجسم، تندیسی به نام مام ارمنستان است که در پارک پیروزی بر فراز شهر ایروان پایتخت ارمنستان ساخته شده‌است.
تندیس کنونی مام ارمنستان، به‌جای تندیس ژوزف استالین در این پارک نشسته‌است. مجسمه استالین یادمان پیروزی در جنگ کبیر میهنی شوروی بود که در ۲۹ نوامبر ۱۹۵۰ ساخته شد.
تندیس استالین در سال ۱۹۶۲ میلادی برداشته شد (که یک سرباز نیز در جریان آن کشته شد و ده‌ها تن زخمی شدند) و مجسمه «مام ارمنستان» (۲۲ متر (۷۲ فوت)) که توسط آرا هاروتیونیان طراحی شده بود در سال ۱۹۶۷ میلادی جای آن را گرفت.

## نگارخانه

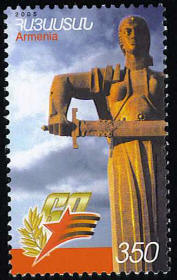
تمبر مام ارمنستان

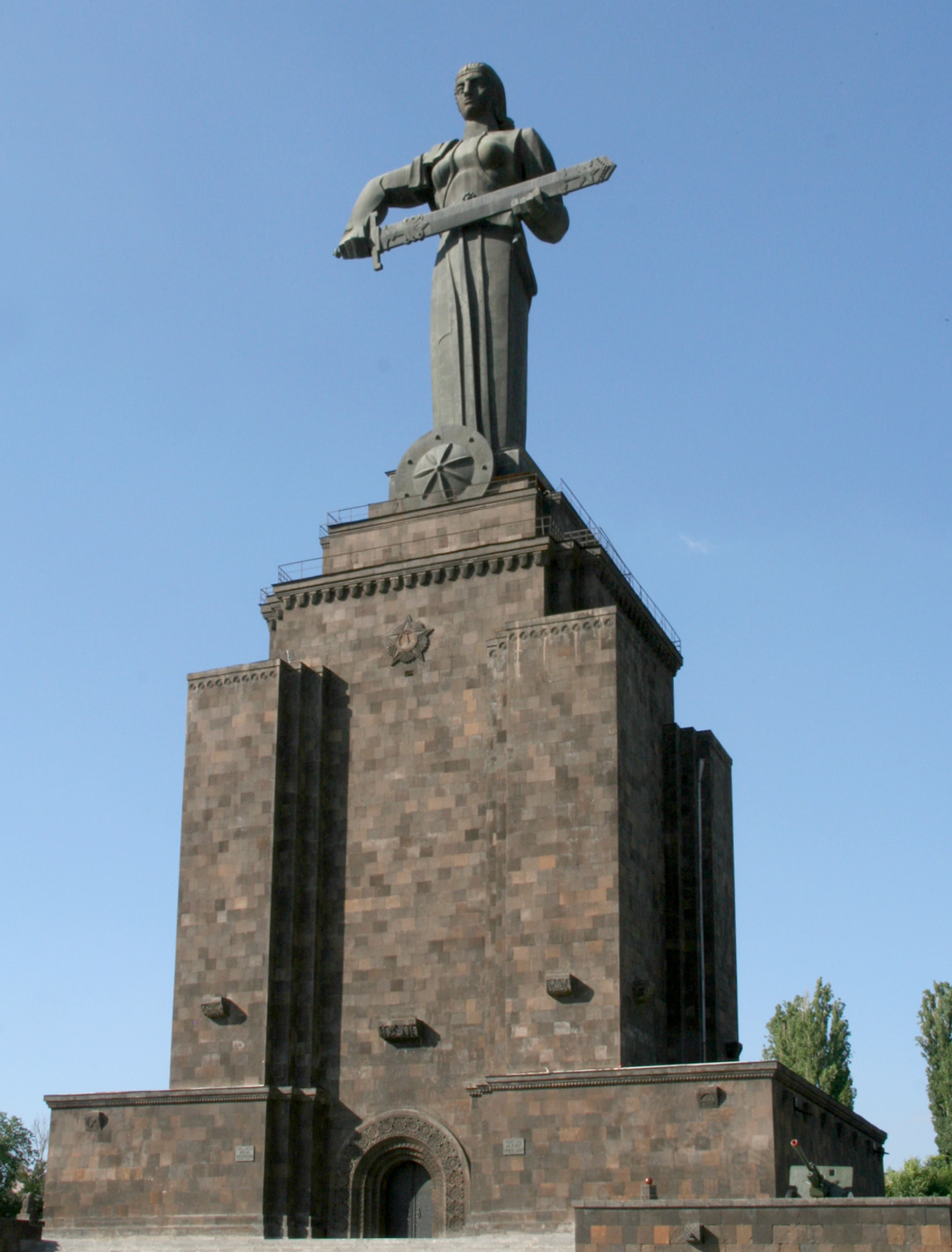
تندیس مام ارمنستان.
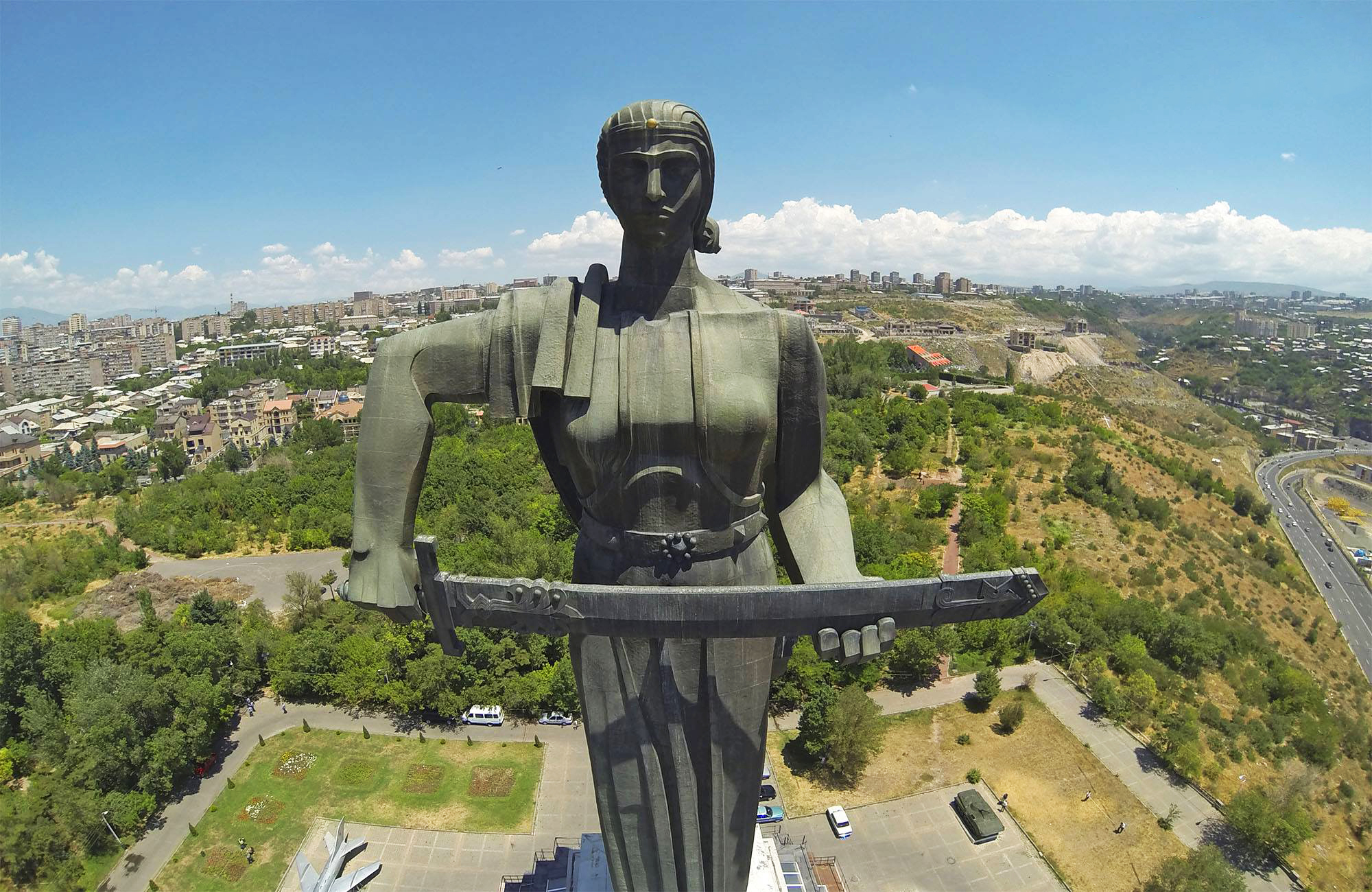
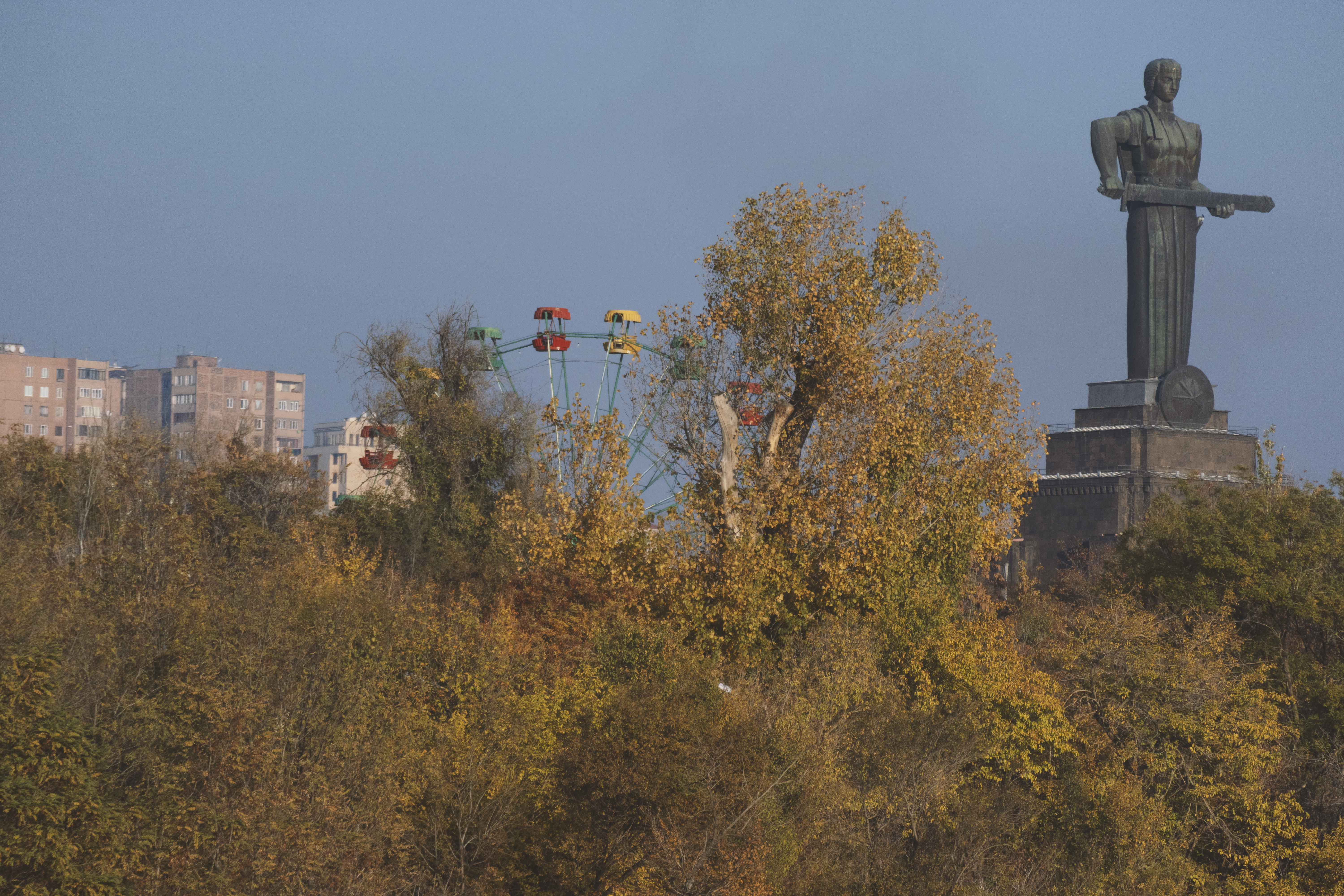